# I. e. 486
Évszázadok: i. e. 6. század – i. e. 5. század – i. e. 4. század
Évtizedek: i. e. 530-as évek – i. e. 520-as évek – i. e. 510-es évek – i. e. 500-as évek – i. e. 490-es évek – i. e. 480-as évek – i. e. 470-es évek – i. e. 460-as évek – i. e. 450-es évek – i. e. 440-es évek – i. e. 430-as évek
Évek: i. e. 491 – i. e. 490 – i. e. 489 – i. e. 488 –  i. e. 487 – i. e. 486 – i. e. 485 – i. e. 484 – i. e. 483 – i. e. 482 – i. e. 481

## Események
- Római consulok: Spurius Cassius Viscellinus és Proculus Verginius Tricostus Rutilus
- Szövetség Róma és a hernicusok között
- A lex Cassia agrártörvénye (hitelessége vitatott)
- Athénban elfogadják és megkezdik Themisztoklész flottaépítési programját
- I. Xerxész perzsa király lesz. Ő I. Dareiosz perzsa király fia.

## Halálozások
- I. Dareiosz perzsa király (* i. e. 549 körül)